# ريتشاردسون هيتشنز
ريتشاردسون هيتشنز (بالإنجليزية: Richardson Hitchins)‏ (مواليد 26 سبتمبر 1997) هو ملاكم أمريكي، مثّل بلاده في الألعاب الأولمبية الصيفية 2016.

## روابط خارجية
ريتشاردسون هيتشنز على موقع بوكس ريك (الإنجليزية) (registration required)
- ريتشاردسون هيتشنز على موقع أوليمبيديا (الإنجليزية)